# 10956 Vosges
10956 Vosges è un asteroide della fascia principale. Scoperto nel 1960, presenta un'orbita caratterizzata da un semiasse maggiore pari a 2,3518782 UA e da un'eccentricità di 0,1186969, inclinata di 6,53345° rispetto all'eclittica.